# یوگنی کافلنیکوف
 یوگنی کافلنیکوف (روسی: Евгений Александрович Кафельников؛ IPA: [jɪvˈɡʲenʲɪj ɐlʲɪˈksandrəvʲɪtɕ ˈkafʲɪlʲnʲɪkəf]؛ زاده ۱۸ فوریهٔ ۱۹۷۴) یک تنیس‌باز بازنشسته اهل روسیه است.